# کیرکور کیرکوروف
گیرگور گیرگوروف (بلغاری: Киркор Михайлов Киркоров؛ زادهٔ ۴ مارس ۱۹۶۸) بوکسور بازنشسته ارمنی‌تبار اهل بلغارستان است که برای کشور زادگاهش در رشته بوکس در بازی‌های المپیک تابستانی ۱۹۹۲ بارسلون اسپانیا به رقابت پرداخت.

## زندگی‌نامه
وی با نام اصلی انگلیسی: Krikor Kirkorian در ۴ مارس ۱۹۶۸ در وارنا به دنیا آمد.